# Staatliche Auszeichnung

Beispiel einer staatlichen Auszeichnung heute

Staatliche Auszeichnungen in Österreich werden durch den Bundesminister für Wirtschaft an Unternehmen verliehen, die sich mit außergewöhnlichen Leistungen um die österreichische Wirtschaft verdient gemacht haben. Die Auszeichnung berechtigt das Unternehmen, das österreichische Bundeswappen mit einem entsprechenden Hinweis auf Geschäftspapieren, Druckschriften, Geschäftsbezeichnungen usw. zu führen. Die Tradition geht auf die Auszeichnung k.k. privilegiert des Kaisertums Österreich zurück.

## Geschichte

Der kaiserliche Doppeladler durfte als Auszeichnung vom Unternehmen geführt werden. Werbung der k.k. privileg. Assicurazioni Generali (1901)

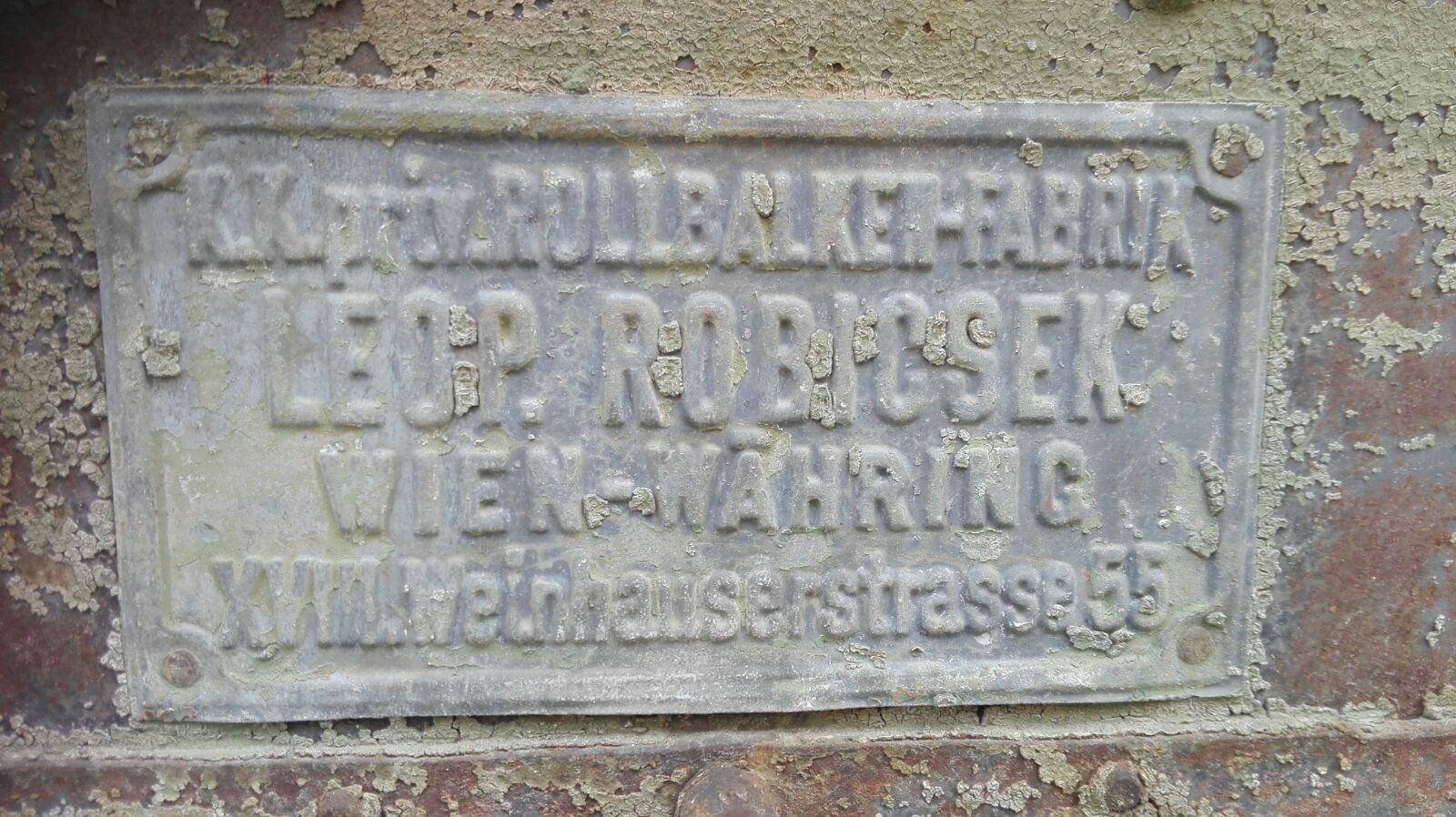
Historischer Rollladen in Bozen-Gries mit der Produktionsbezeichnung K.K. priv. Rollbalken-Fabrik, ca. 1910

Die Wurzeln der Berechtigung zur Führung des Staatswappens liegen im späten 18. Jahrhundert. In dieser Zeit verbreitete sich die Usance, dass Gewerbsunternehmen, die von hervorragender Bedeutung für die Entwicklung der nationalen Industrie und Belebung des Handels waren (Fabriken, Großhandlungen, Banken oder ähnliches), das Vorrecht besitzen dürfen, den kaiserlichen Adler im Schilde und Siegel und die Bezeichnung k.k. privilegiert im Unternehmensnamen zu führen. Diese Form der staatlichen Auszeichnung ist nicht mit den k.u.k. Hoflieferanten zu verwechseln, die ebenfalls das nationale Symbol des Kaisertums öffentlich führen durften. Geregelt wurde dies von Joseph II. per Verordnung 1787 und Hofdekreten Leopolds II. 1791. Es wurde dann auch in die Gewerbeordnung von 1859 (GewO) übernommen. § 58 GewO 1859 regelte, dass sich diese ausgezeichneten Unternehmen im Auslandsverkehr auf diese staatliche Anerkennung ihrer Leistung berufen durften.
Nach dem Zusammenbruch der Monarchie 1918 und der Ausrufung der Republik wurde diese staatliche Auszeichnung beibehalten und mit einer Novelle im Jahr 1922 formal auf die neuen Umstände angepasst. In der Gewerbeordnung von 1973 wurde die rechtliche Grundlage der Auszeichnung im § 68 geregelt. In der Gewerberechtsnovelle von 1988 wurde das Wort ‚Staatswappen‘ durch das Wort ‚Bundeswappen‘ ersetzt, um dem Wortlaut des Wappengesetzes (Bundesgesetzblatt 159/1984) gerecht zu werden. Die zusätzliche Auszeichnung für Ausbildungsbetriebe für Lehrlinge nach § 30a Berufsausbildungsgesetz (BAG) besteht seit 1993.
Um 2015 gab es etwa 2400 Staatswappenträger, das sind ein knappes Prozent aller gut 300.000 Unternehmen Österreichs.

## Rechtliche Grundlage

### Staatliche Auszeichnung nach § 68 GewO (gewerbliche Unternehmen)
Gemäß § 68 (1) der Gewerbeordnung von 1994 kann der Bundesminister für Wirtschaft einem gewerblichen Unternehmen die Auszeichnung verleihen, das „sich durch außergewöhnliche Leistungen um die österreichische Wirtschaft Verdienste erworben hat“ (Abs. 2 Ziffer 2) und „im betreffenden Wirtschaftszweig bundesweit eine führende und allgemein geachtete Stellung einnimmt“ (Z. 3).

### Staatliche Auszeichnung nach §30a BAG (Ausbildungsbetrieb)

Auszeichnung für Ausbildungsbetriebe

Eine ähnliche Auszeichnung ist die Staatliche Auszeichnung für Ausbildungsbetriebe, die das Wirtschaftsministerium nach § 30a des Berufsausbildungsgesetzes vergeben kann, wenn sich ein Unternehmen speziell in der Lehrlingsausbildung besondere Verdienste erworben hat.

## Verleihung und Verwendung
Die gesetzlichen Voraussetzungen für die Verleihung an ein Unternehmen ist neben den Kriterien von außergewöhnlichen Leistungen, Verdiensten um die Wirtschaft, Marktführerschaft und allgemein geachteter Stellung, dass es im Firmenbuch eingetragen ist.
Die Auszeichnung wird auf Antrag vergeben.
Nach Einbringung eines entsprechenden Ansuchens wird vom Bundeswirtschaftsministerium das gesetzlich vorgesehene Begutachtungsverfahren eingeleitet, unter anderem befassen sich damit die Wirtschaftskammer Österreich und die Bundesarbeitskammer. Das Ansuchen ist mit einer Gebühr verbunden.
Erst auf Grundlage der Gutachten sowie nach Einholung von Auskünften über z. B. die Gewerbeberechtigung, die besondere Unternehmensleistung, Geschichte des Unternehmens, Höhe des Jahresumsatzes, Anzahl der Mitarbeiter, Ausbildungs- und Wirtschaftserfolge, Handelsauskunft des Kreditschutzverbandes usw. wird über den Antrag entschieden. Bei der Verleihung wird eine Verwaltungsabgabe und weitere Gebühren fällig. Auf Wunsch des Unternehmens und auf dessen Kosten kann die Verleihung in der Wiener Zeitung veröffentlicht werden.
Die Verleihung beinhaltet, im geschäftlichen Verkehr das Bundeswappen Österreichs mit einem entsprechenden Hinweis auf den Auszeichnungscharakter „als Kopfaufdruck auf Geschäftspapieren, auf Druckschriften und Verlautbarungen sowie in der äußeren Geschäftsbezeichnung und in sonstigen Ankündigungen“ führen zu dürfen. Ein Hinweis auf die Staatliche Auszeichnung findet sich beispielsweise oft direkt beim Firmenschild am Eingang des Unternehmenssitzes.
Das Bundeswappen darf jedoch nicht auf den Erzeugnissen des Unternehmens verwendet werden, ist also kein Produkt-Label.
Laut § 68 (4) darf der Bundesminister die Auszeichnung widerrufen, wenn das Unternehmen trotz Abmahnungen die gesetzlichen Voraussetzungen (nach Absatz 1) missachtet.